# Вашингтон (линеен кораб, 1921)
Вашингтон (на английски: USS Washington (BB-47) е линеен кораб на САЩ. Вторият заложен кораб от типа „Колорадо“ (или типа „Мериленд“), които стават последните супердредноути на ВМС на САЩ, построени в хода на Първата световна война до сключването на Вашингтонския морски договор от 1922 г.. Трябва да стане третият линкор на ВМС на САЩ в качеството на главен калибър на който се използват 406 мм морски оръдия 16"/45 Mark 1.
„Вашингтон“ е вторият кораб във ВМС на САЩ, който е наречен в чест на 42-рия щат.
Килът му е заложен на 30 юни 1919 г. в Камдън (Ню Джърси), Нюйоркската корабостроителна корпорация. „Вашингтон“ е спуснат на вода на 1 септември 1921 г. Кръстница на кораба става дъщерята на конгресмена от щата Вашингтон Джон У. Лето – мис Джин Самърс. На 8 февруари 1922 г., само два дена след подписването на Вашингтонския морски договор за ограничаване на военноморските въоръжения, всички строителни работи по него са прекратени на стадий 75,9% готовност на супердредноут. В крайна сметка, недостроеният линкор е отбуксиран в морето, където е потопен в качеството на мишена за стрелбите от 26 ноември 1924 г. на линкорите „Ню Йорк“ и „Тексас“.